# Codlemon
Codlemon of (8E,10E)-8,10-dodecadien-1-ol is het belangrijkste bestanddeel van het seksferomoon voor de fruitmot (in het Engels: codling moth). Het wordt geproduceerd door de vrouwtjes van de fruitmot en trekt de mannetjes aan.
Codlemon is een primair, onvertakt alcohol met twee trans-dubbele bindingen in de keten van twaalf koolstofatomen. De (synthetisch bereide) stof werd in 1971 door Wendell Roelofs als seksferomoon geïdentificeerd en in 1974 werd ze bij de vrouwtjes van de fruitmot aangetoond.

## Toepassingen
Codlemon wordt gebruikt als insecticide voor de bestrijding van de fruitmot in appel- en perenboomgaarden. Door de stof gecontroleerd vrij te zetten in de boomgaard verstoort men het paringsgedrag van de motten. Omdat de stof over de ganse boomgaard verspreid is raken de mannetjes verward en vinden ze de vrouwtjes bijna niet meer. Producten die deze verwarringstechniek gebruiken zijn onder meer RAK 3 van BASF, Ginko en Isomate C van Sumi Agro.
Een andere strategie bestaat erin de mannetjes aan te trekken naar een lokdoos van waaruit de stof wordt vrijgezet. Daar worden ze dan vastgehouden door een kleverige stof of gedood door een elektrische stroomstoot.

## Regelgeving
Codlemon behoort tot de onvertakte vlinderferomonen die bij de richtlijn 2008/127/EG van 18 december 2008 zijn opgenomen in de lijst van toegelaten werkzame stoffen in de Europese Unie.